# Comuna Valea Ierii, Cluj
Valea Ierii (în maghiară Járavize) este o comună în județul Cluj, Transilvania, România, formată din satele Cerc, Plopi și Valea Ierii (reședința).
Numele fostului cătun Caps venea de la "Casa Autonomă a Pădurilor Statului", ce avea odinioară o cabană în acel loc.

## Istoric
Satele comunei Valea Ierii nu apar pe Harta Iosefină a Transilvaniei din 1769-1773 (sectio 094).
Printre primii locuitori ai satului Valea Ierii se numără trădătorii lui Horea care au fugit, împreună cu familile lor, din Mătișești, comuna Horea de astăzi (județul Alba), fiindu-le frică de răzbunarea răsculaților de la 1784. Aceștia au trecut muntele, pe atunci împădurit și fără drumuri de acces, s-au așezat în amonte de actualul sat Valea Ierii (pe atunci încă neînființat), în locul numit Dâmbul Cucului, unde și-au construit bordeie în pământ.
Satul Valea Ierii este atestat documentar din anul 1840, unde se precizează că la acea dată era un cătun al satului învecinat Hășdate ("Hesdat" pe Harta Iosefină).

## Date geografice
Altitudinea medie: 720 m.

## Demografie
Componența etnică a comunei Valea Ierii
     Români (93,92%)
     Maghiari (1,03%)
     Alte etnii (0%)
     Necunoscută (5,05%)
Componența confesională a comunei Valea Ierii
     Ortodocși (87,6%)
     Penticostali (5,51%)
     Alte religii (1,49%)
     Necunoscută (5,4%)
Conform recensământului efectuat în 2021, populația comunei Valea Ierii se ridică la 871 de locuitori, în scădere față de recensământul anterior din 2011, când fuseseră înregistrați 888 de locuitori. Majoritatea locuitorilor sunt români (93,92%), cu o minoritate de maghiari (1,03%), iar pentru 5,05% nu se cunoaște apartenența etnică. Din punct de vedere confesional, majoritatea locuitorilor sunt ortodocși (87,6%), cu o minoritate de penticostali (5,51%), iar pentru 5,4% nu se cunoaște apartenența confesională.

## Politică și administrație
Comuna Valea Ierii este administrată de un primar și un consiliu local compus din 9 consilieri. Primarul, Dorin Nap[*], de la Partidul Social Democrat, este în funcție din octombrie 2020. Începând cu alegerile locale din 2024, consiliul local are următoarea componență pe partide politice:
|  | Partid                                  | Consilieri | Componența Consiliului | Componența Consiliului | Componența Consiliului | Componența Consiliului | Componența Consiliului |
|  | --------------------------------------- | ---------- | ---------------------- | ---------------------- | ---------------------- | ---------------------- | ---------------------- |
|  | Partidul Social Democrat                | 5          |                        |                        |                        |                        |                        |
|  | Alianța pentru Unirea Românilor         | 2          |                        |                        |                        |                        |                        |
|  | Partidul Național Liberal               | 1          |                        |                        |                        |                        |                        |
|  | Reînnoim Proiectul European al României | 1          |                        |                        |                        |                        |                        |

### Evoluție istorică
De-a lungul timpului populația comunei a evoluat astfel:

## Obiectiv memorial
- Cimitirul Eroilor Români din cel De-al Doilea Război Mondial, construit în anul 1944, este amplasat pe drumul comunal Valea Ierii – Muntele Rece și are o suprafață de 60 mp. În acest cimitir sunt înhumați 15 eroi cunoscuți, în morminte individuale.

## Arii protejate
- Acumularea Bondureasa (zonă peisagistică protejată).
- Valea Șoimului (zonă protejată cinegetică).
- Valea Ierii (zonă protejată cinegetică) și Someșul Rece (situri de importanță comunitară incluse în rețeaua europeană Natura 2000 în România).

## Vezi și
- Biserica de lemn din Valea Ierii
- Valea Ierii (sit de importanță comunitară inclus în rețeaua ecologică europeană Natura 2000 în România).
- Someșul Rece (sit de importanță comunitară)

## Imagini

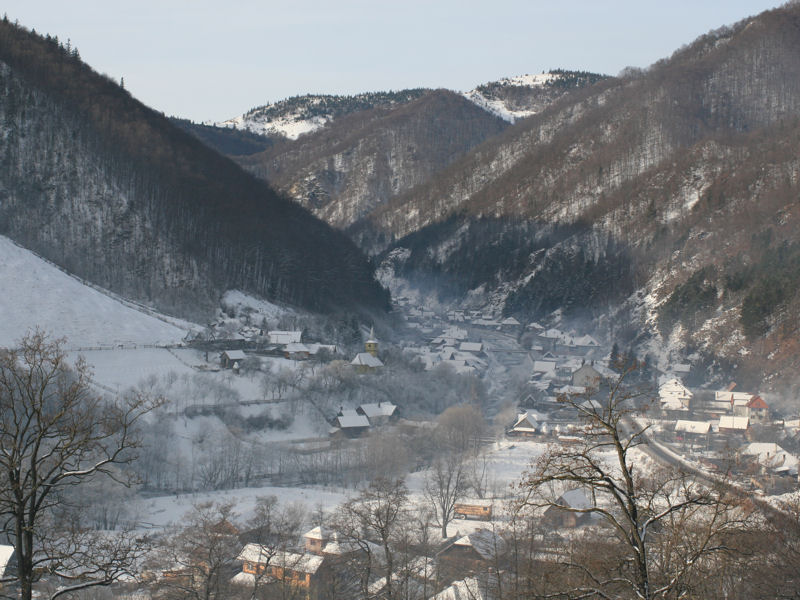
Valea Ierii
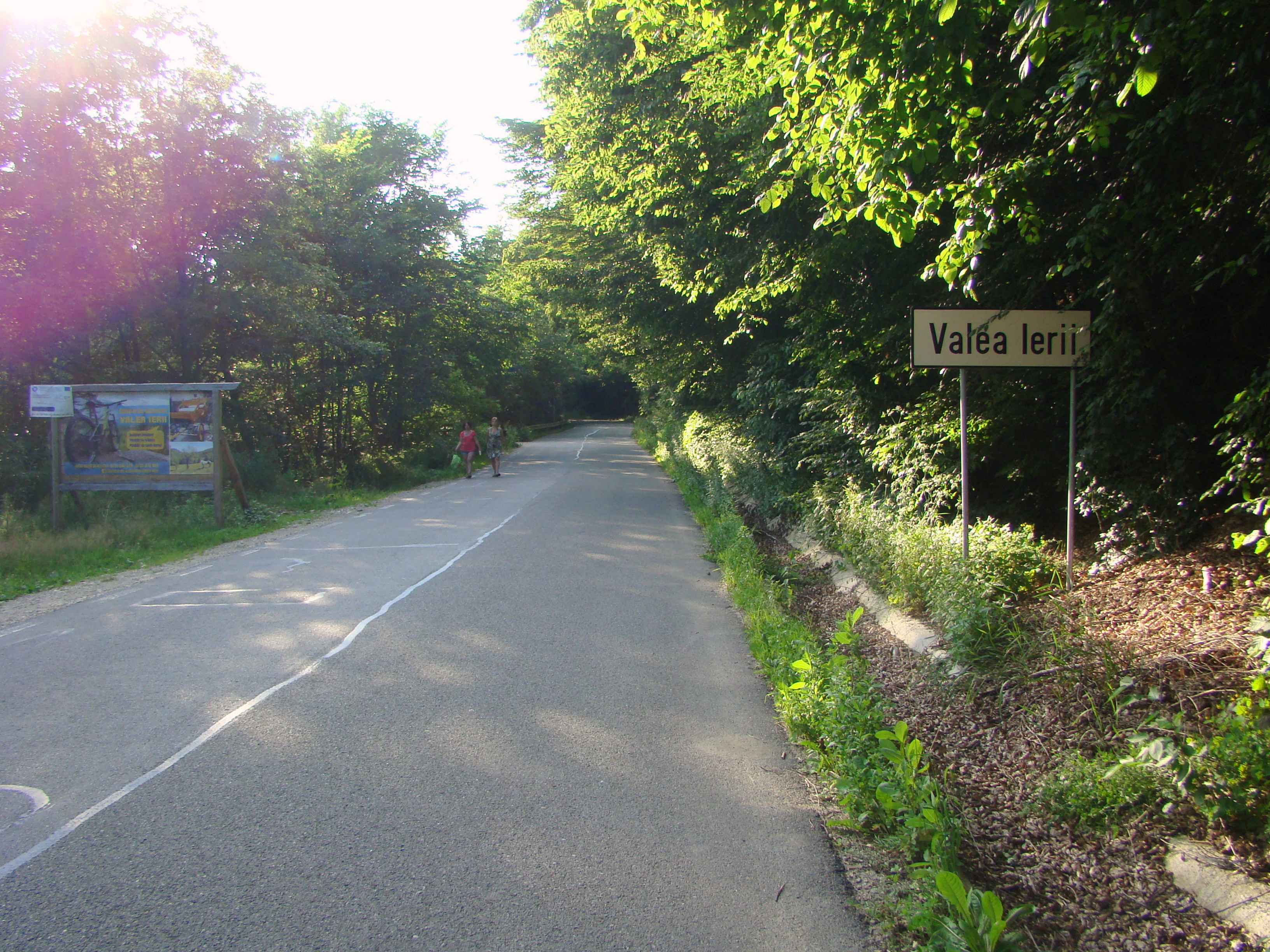
Intrarea în localitate
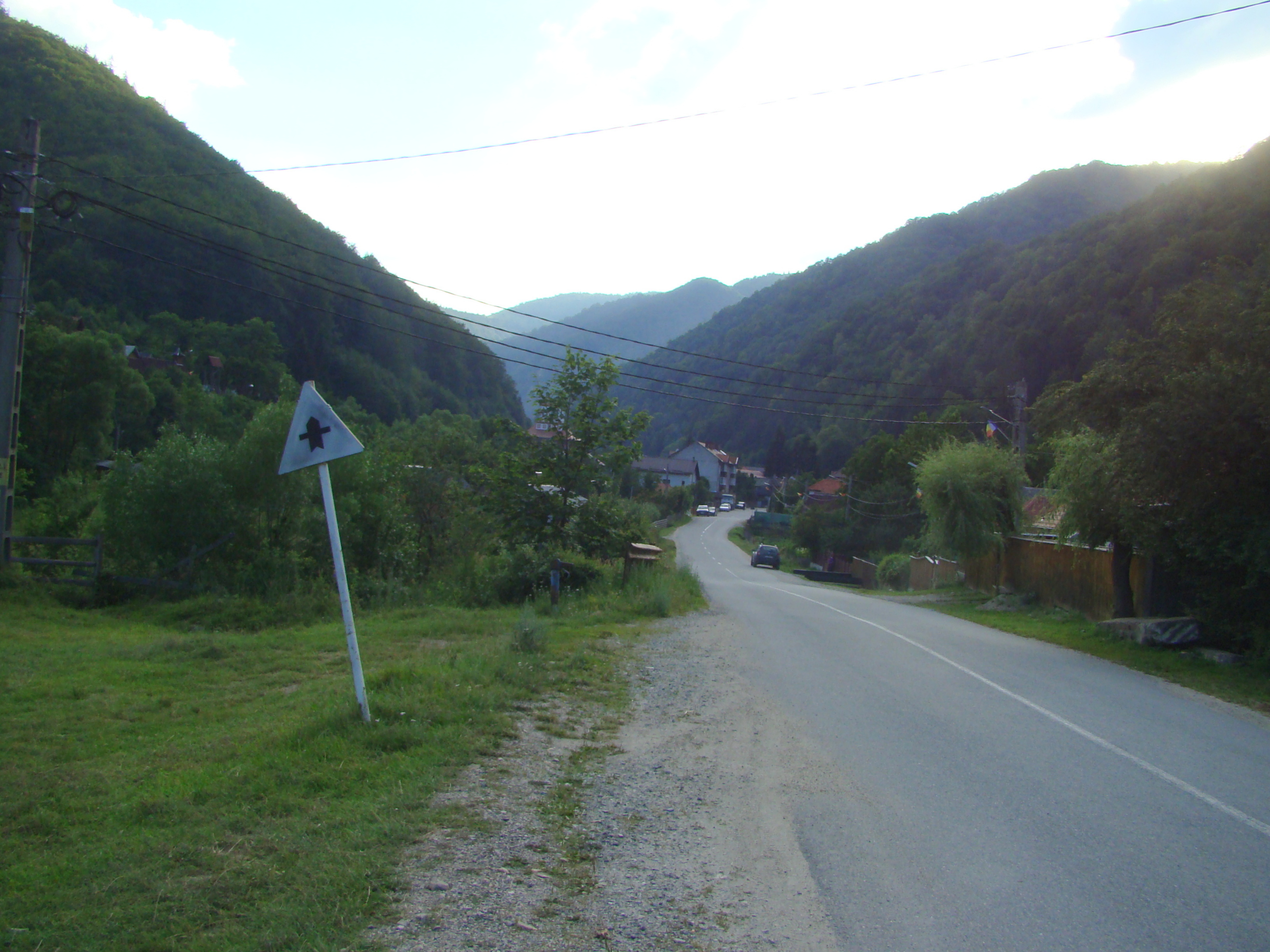
Valea Ierii, județul Cluj
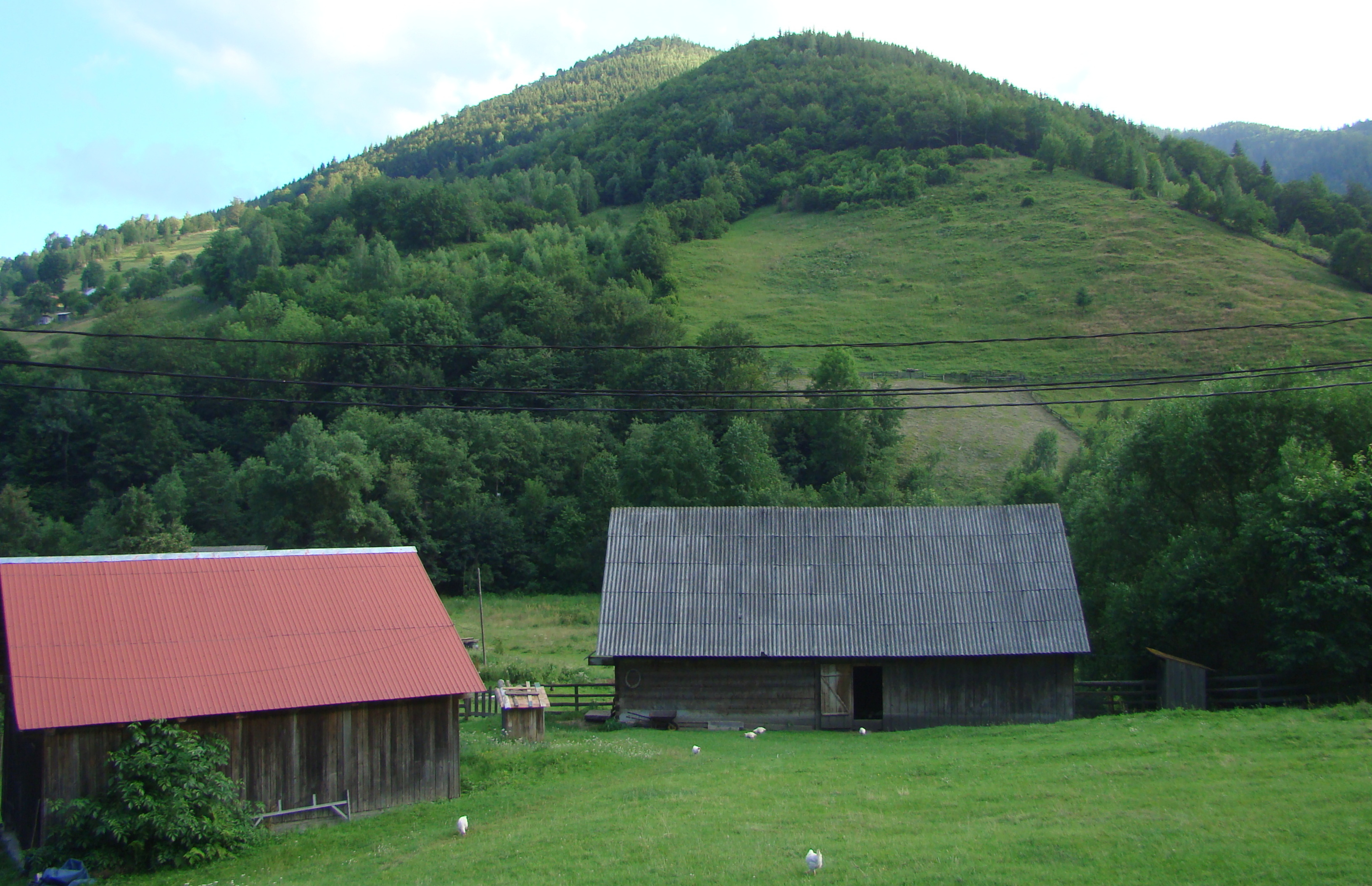
Valea Ierii, județul Cluj
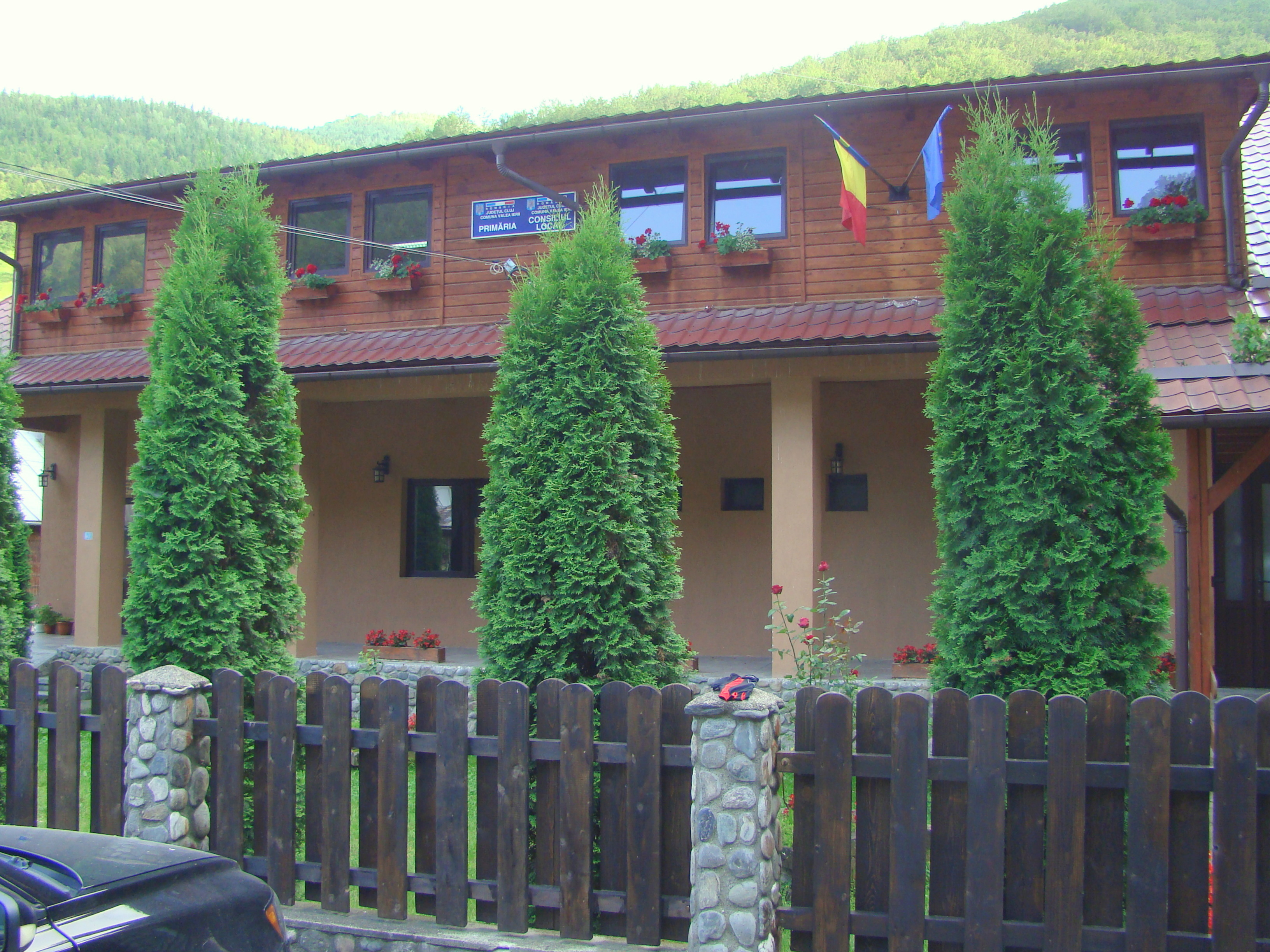
Primăria comunei
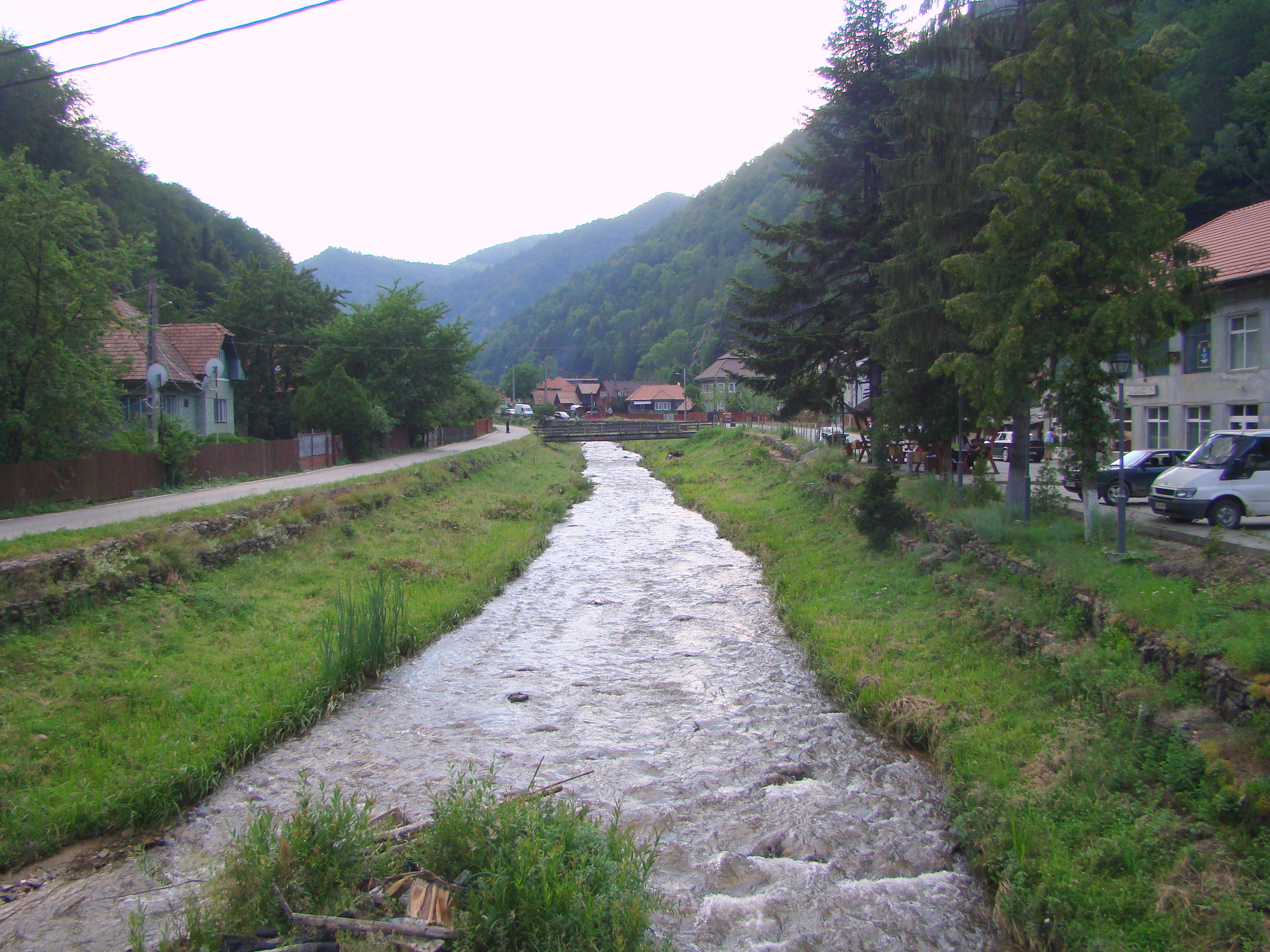
Râul Iara
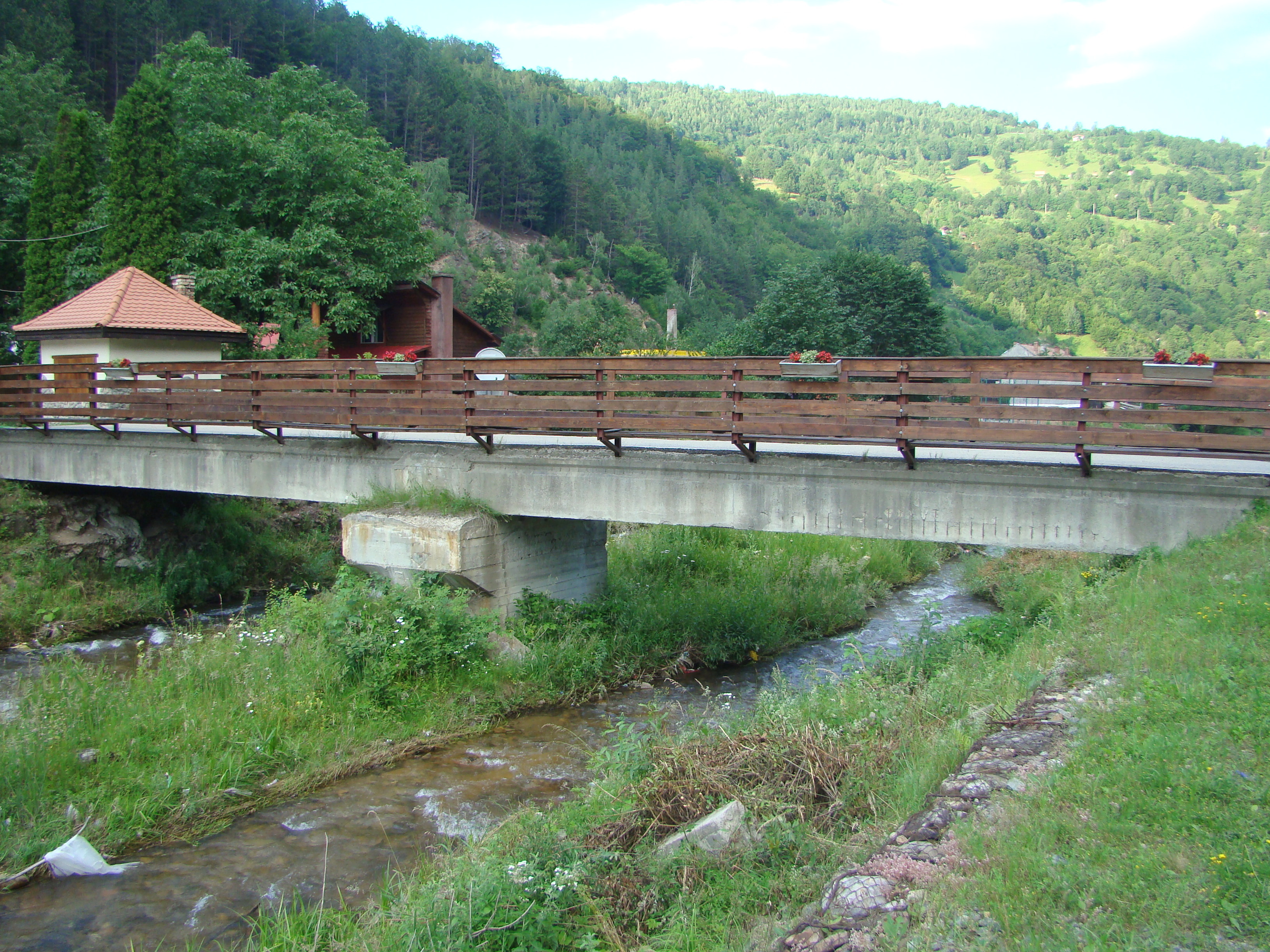
Pod peste Iara
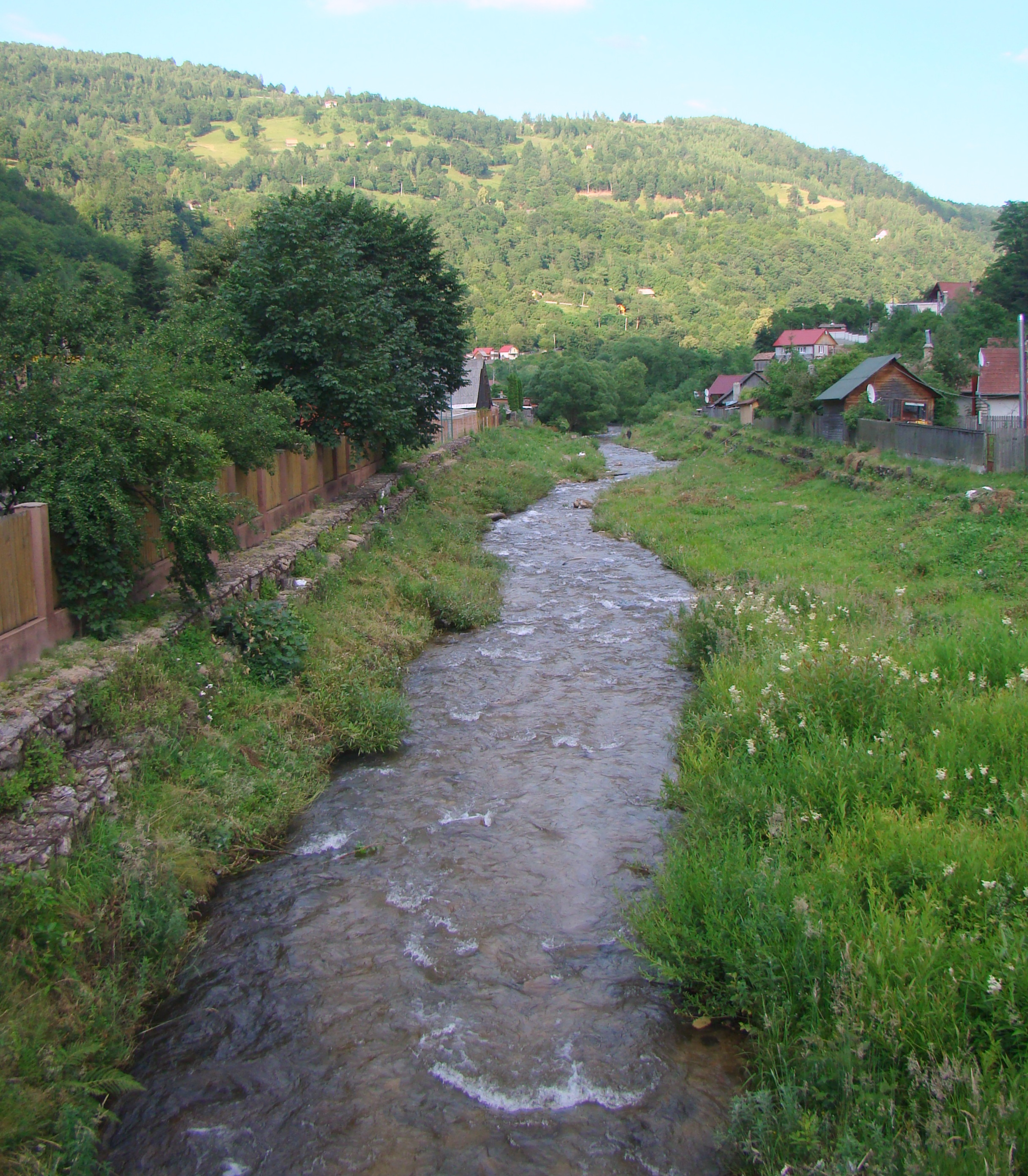
Râul Iara
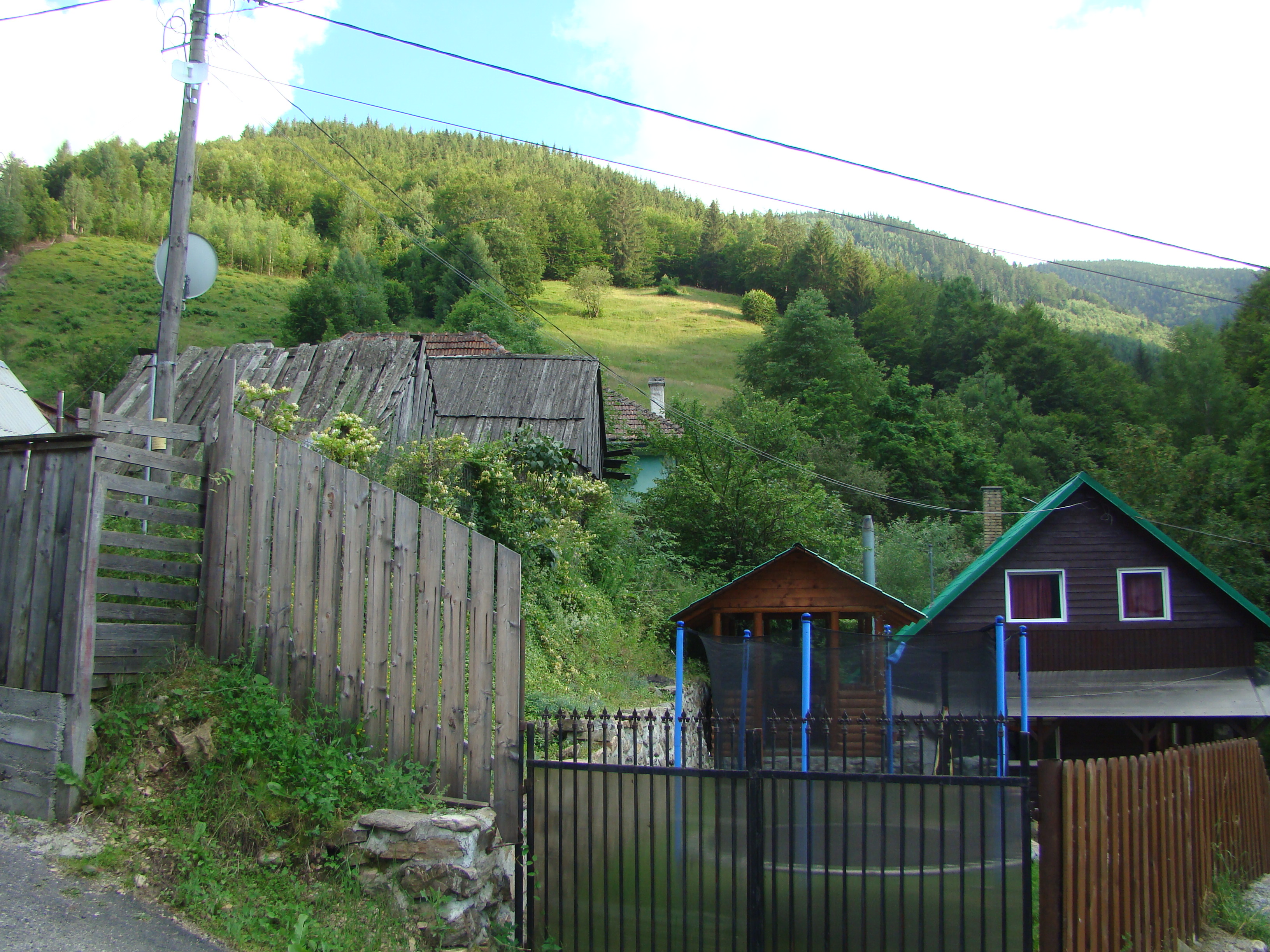
Valea Ierii, județul Cluj
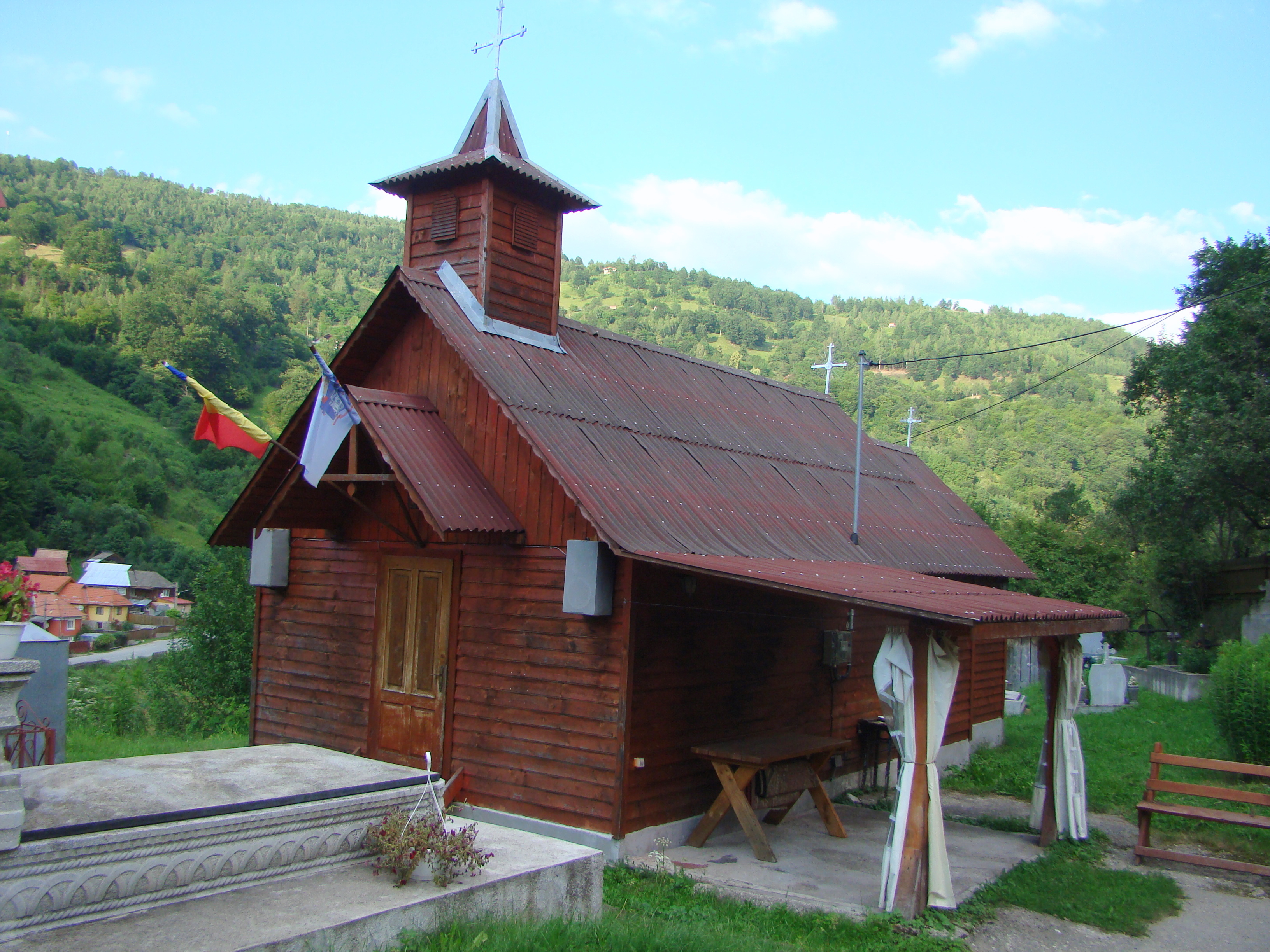
Biserica de lemn
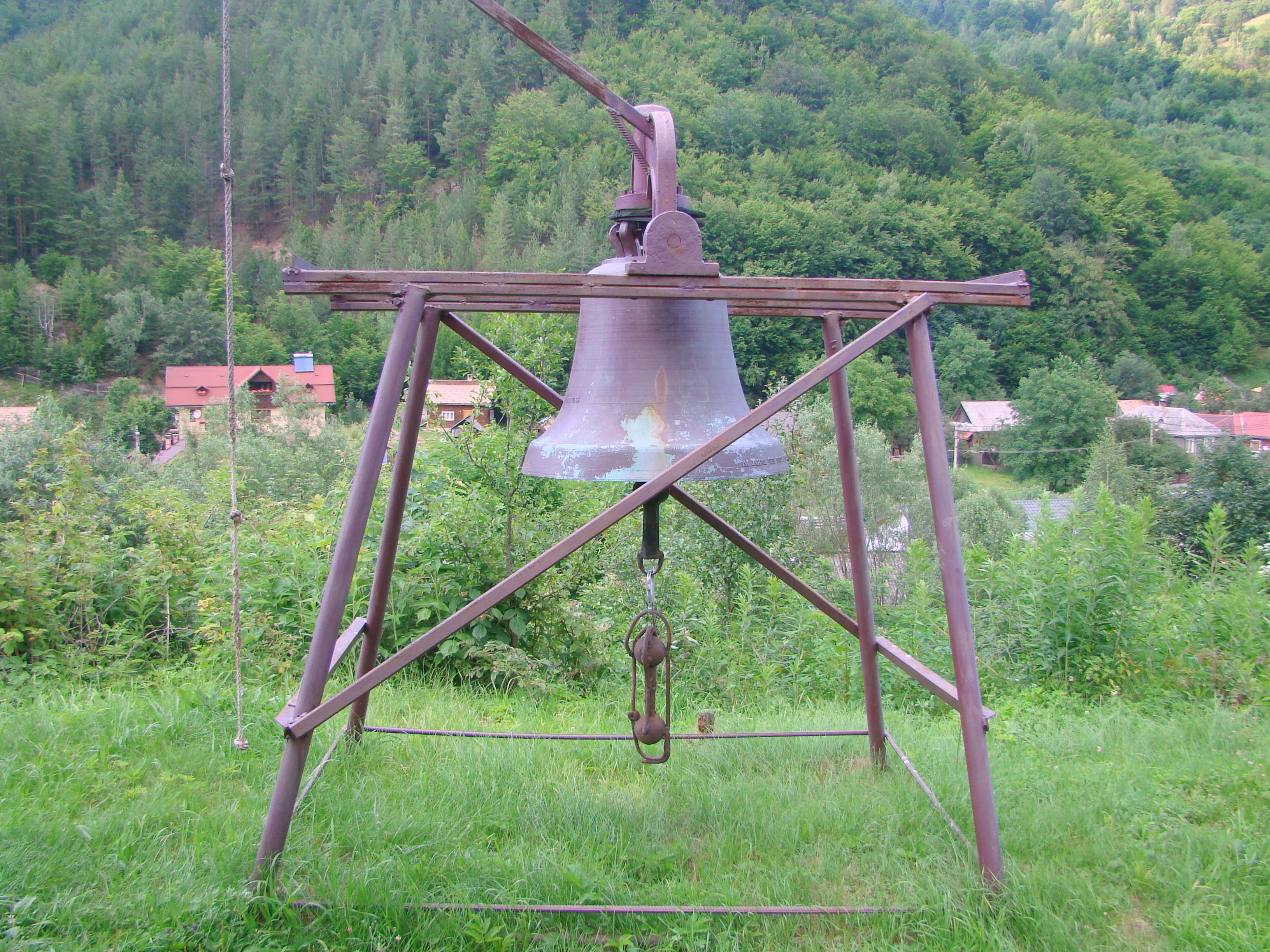
Clopotul donat de poliția germană
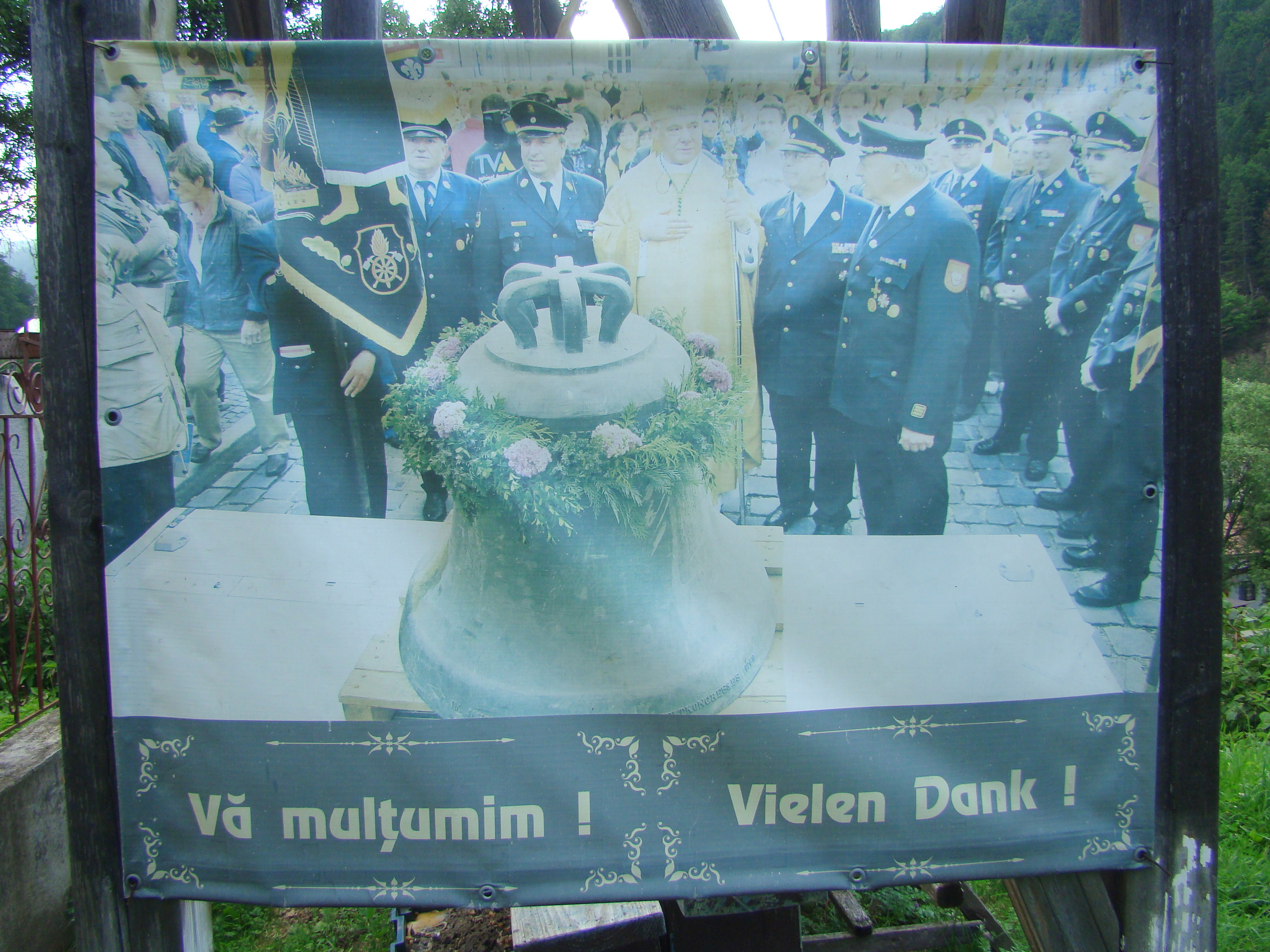
Clopotul donat de poliția germană bisericii de lemn din Valea Ierii
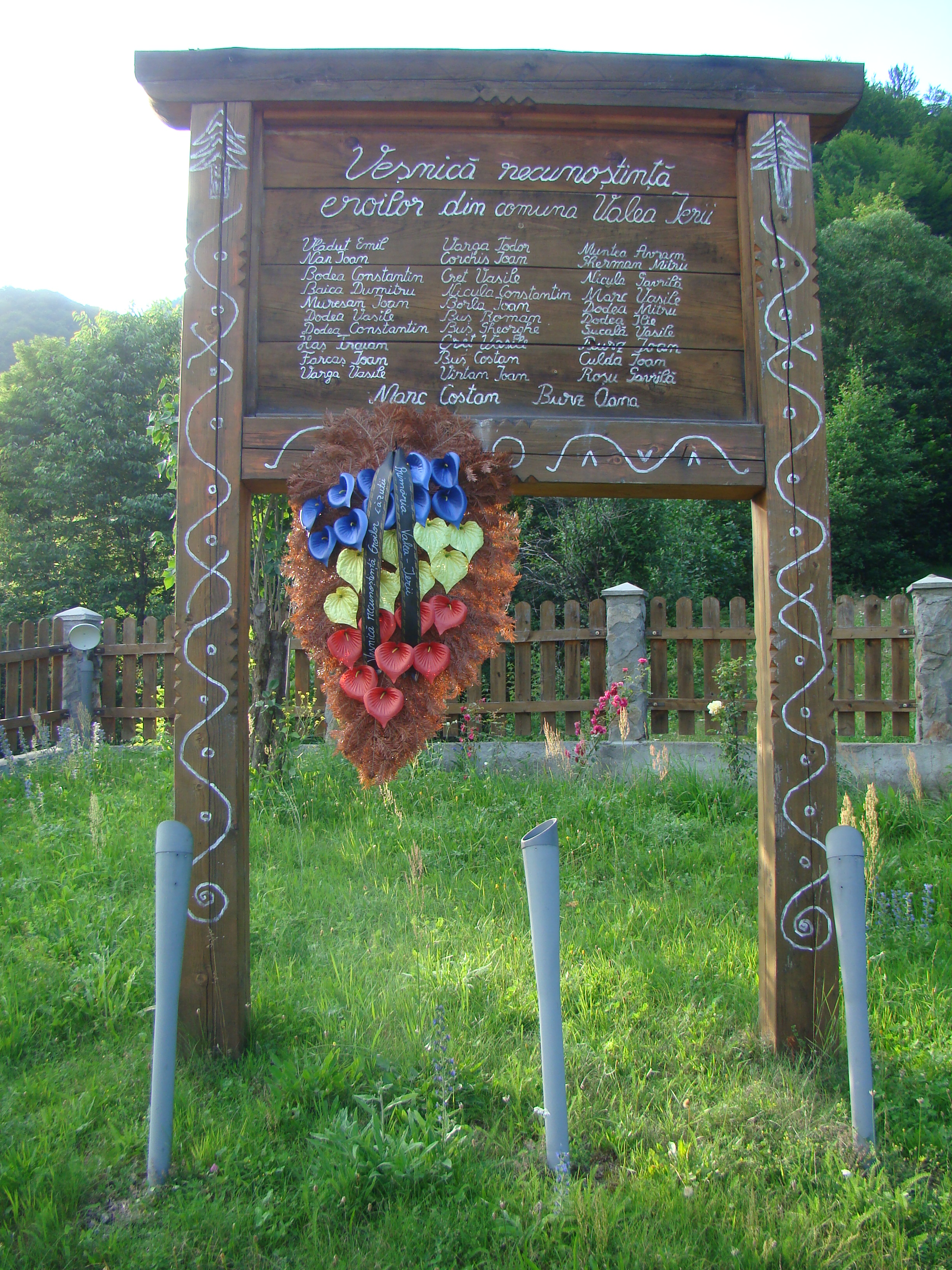
Monumentul eroilor
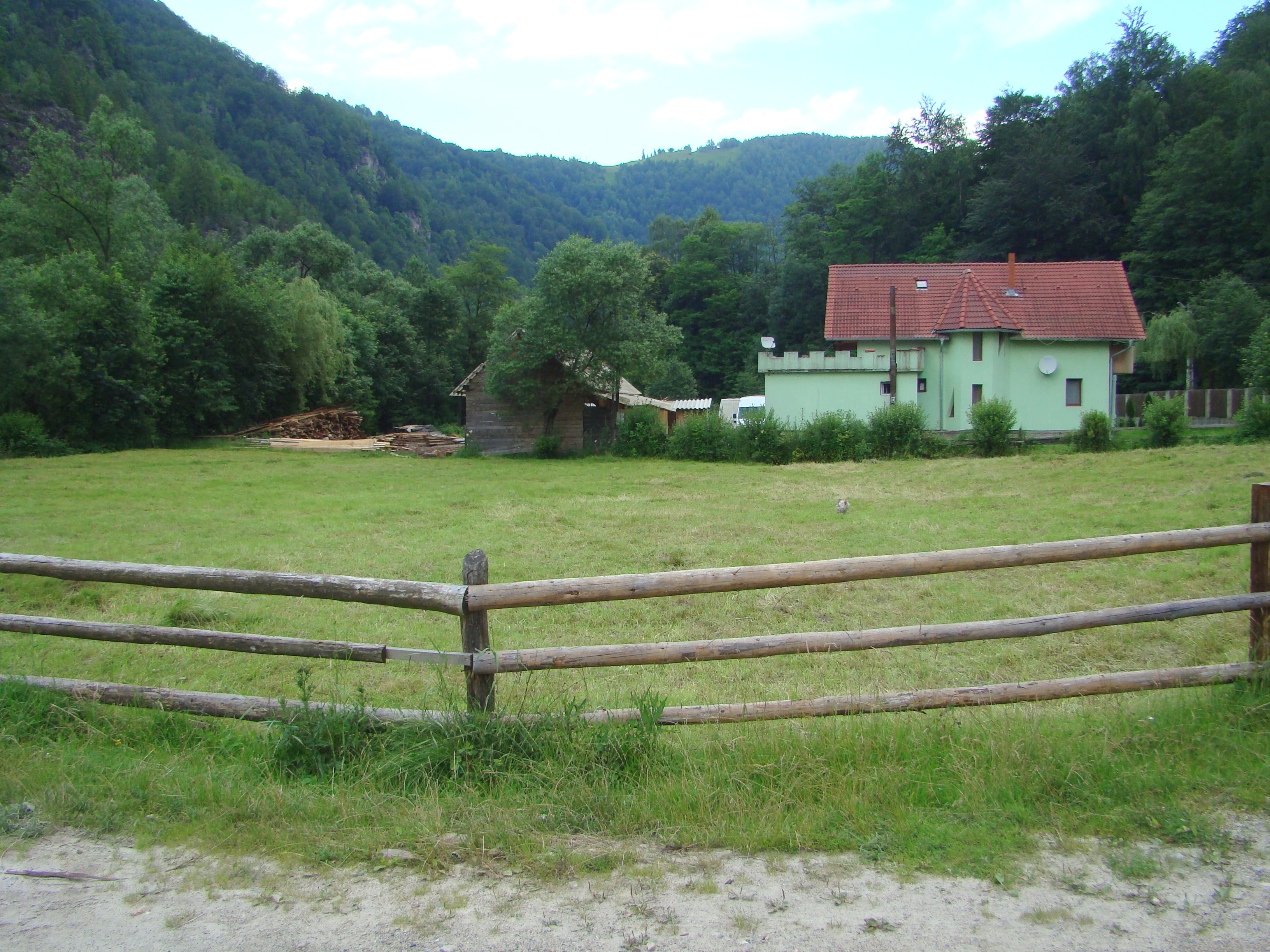
Valea Ierii, județul Cluj
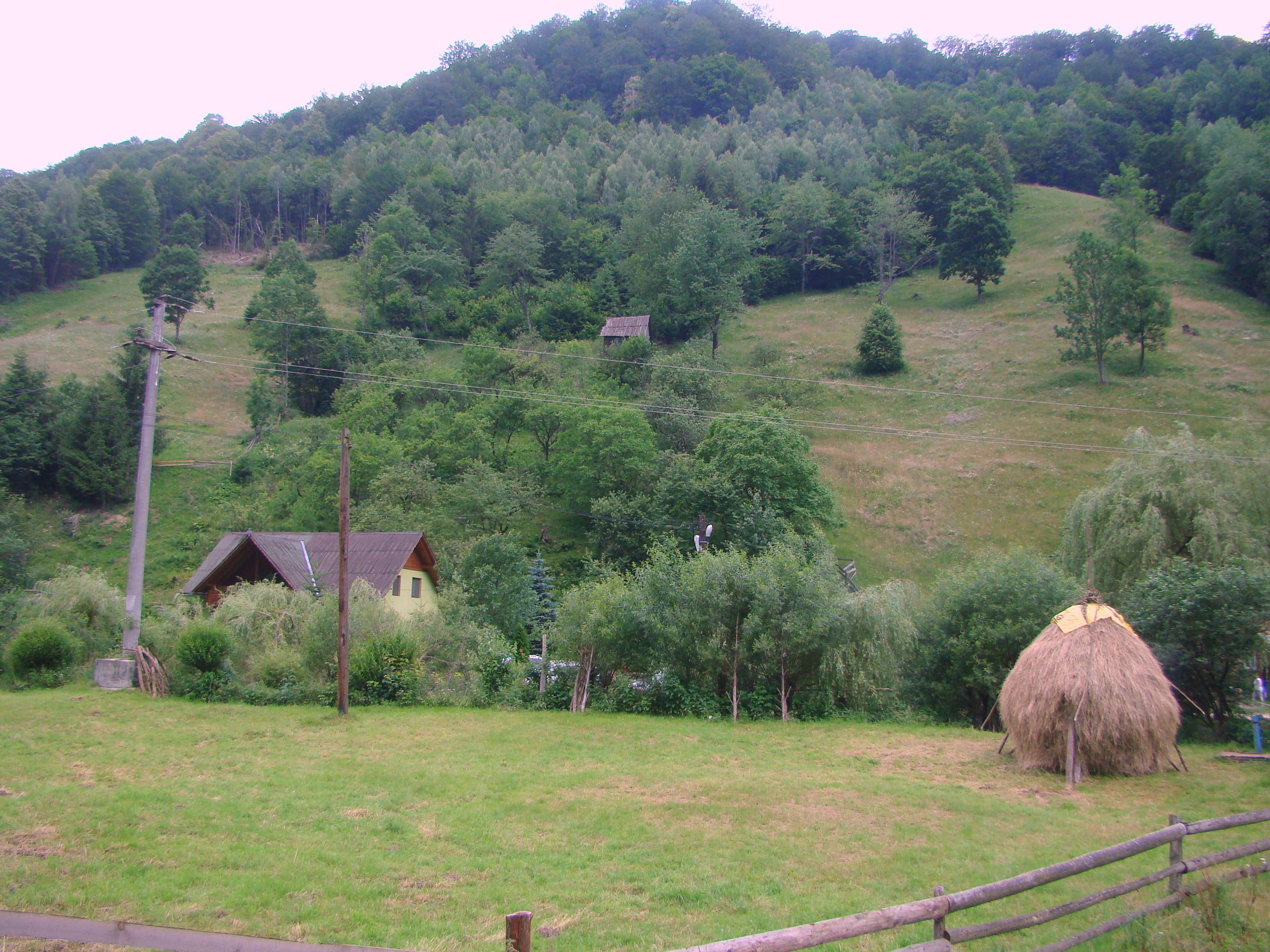
Valea Ierii, județul Cluj
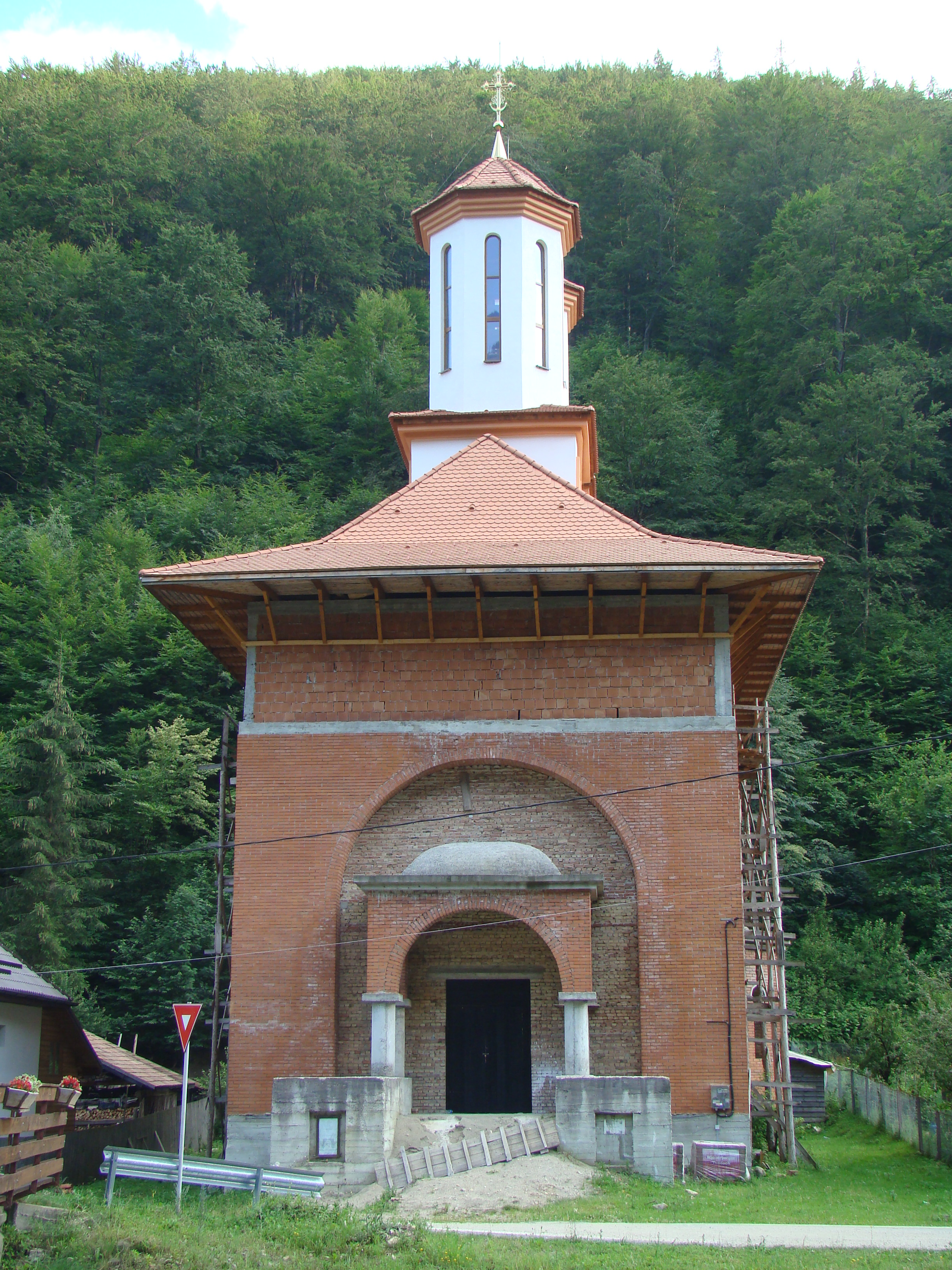
Biserica de zid în construcție cu hramul „Sfântul Ierarh Nicolae”
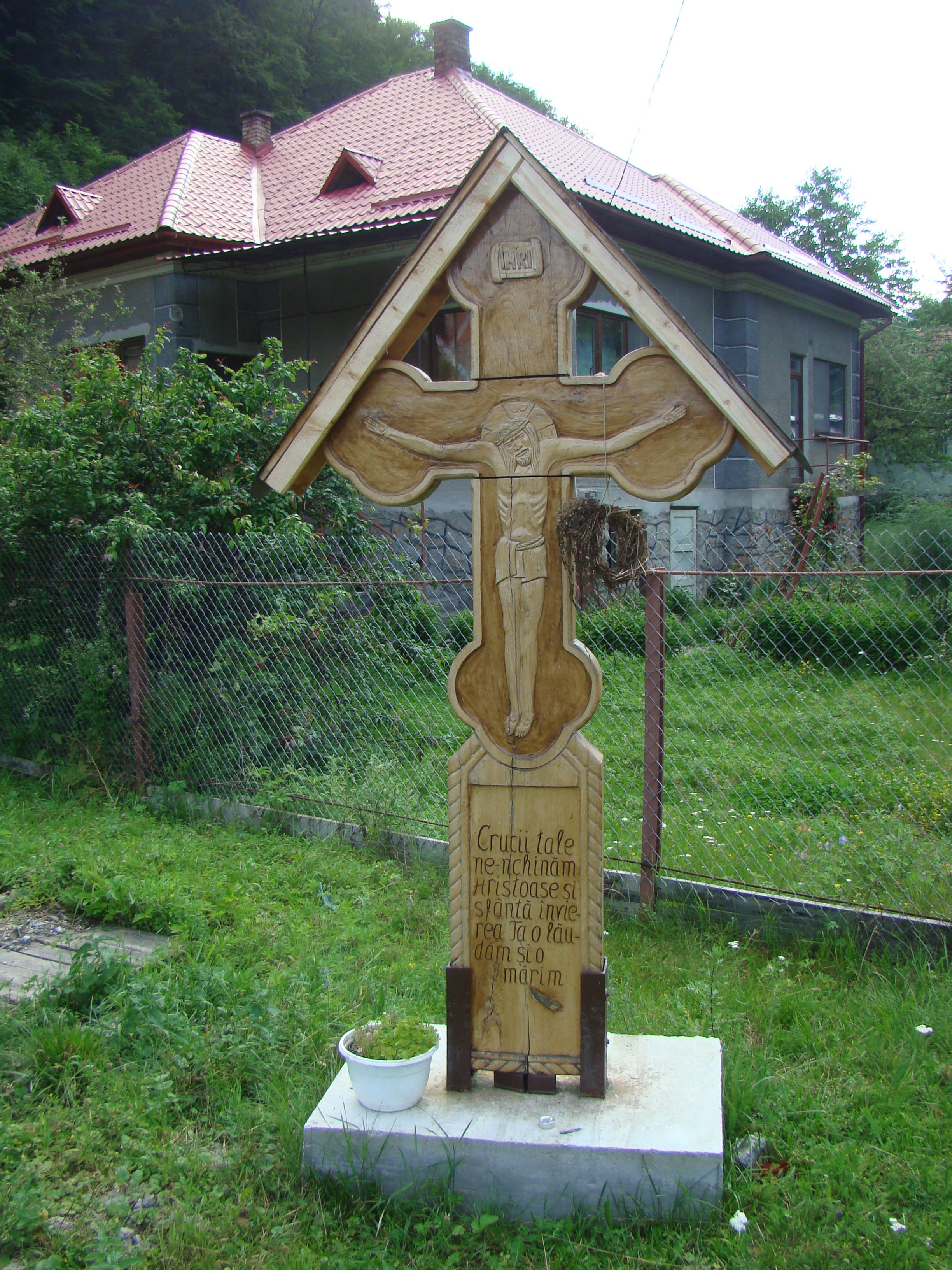
Troiță a bisericii "Sf. Nicolae" din Valea Ierii
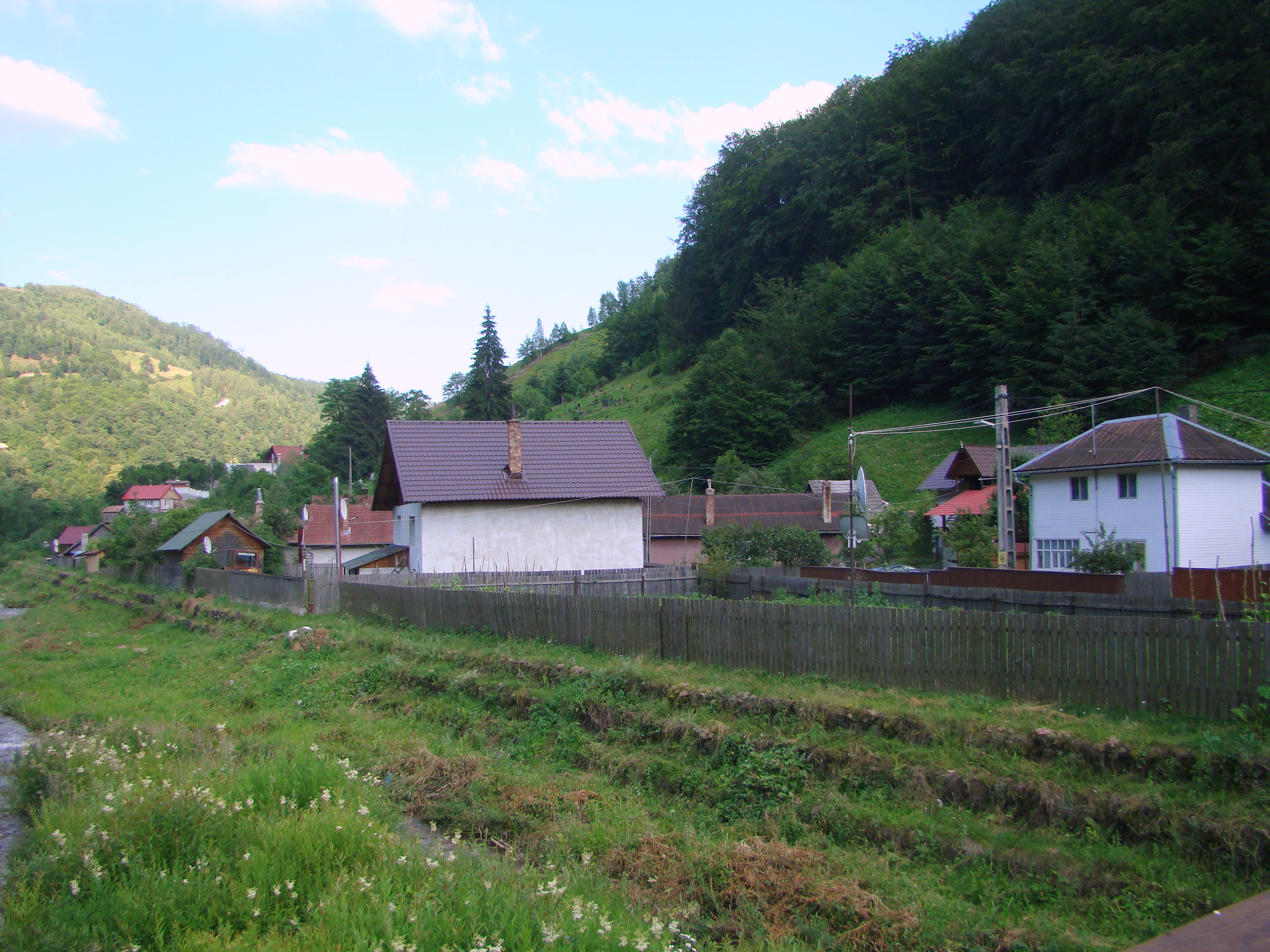
Valea Ierii, județul Cluj
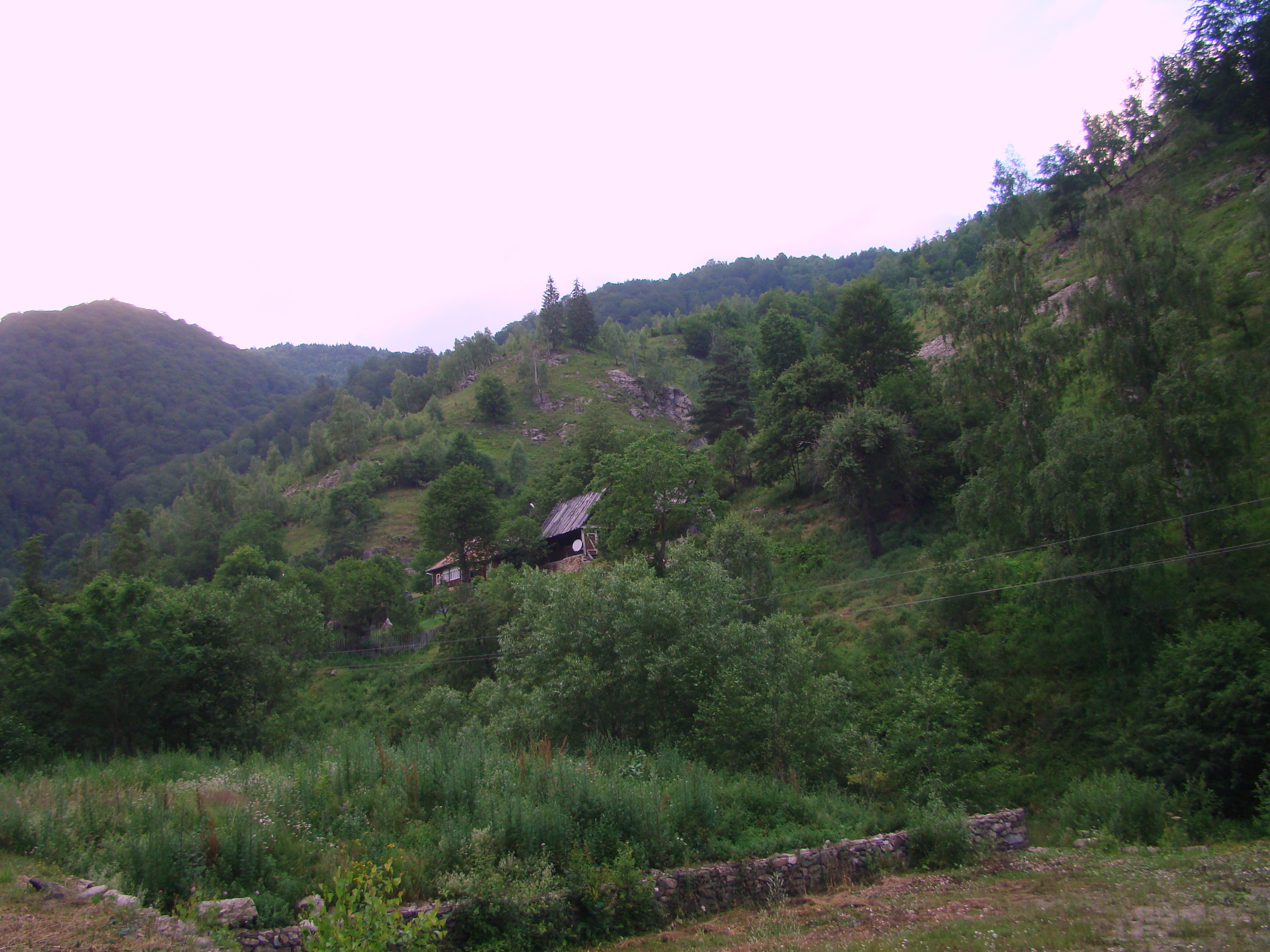
Valea Ierii, județul Cluj
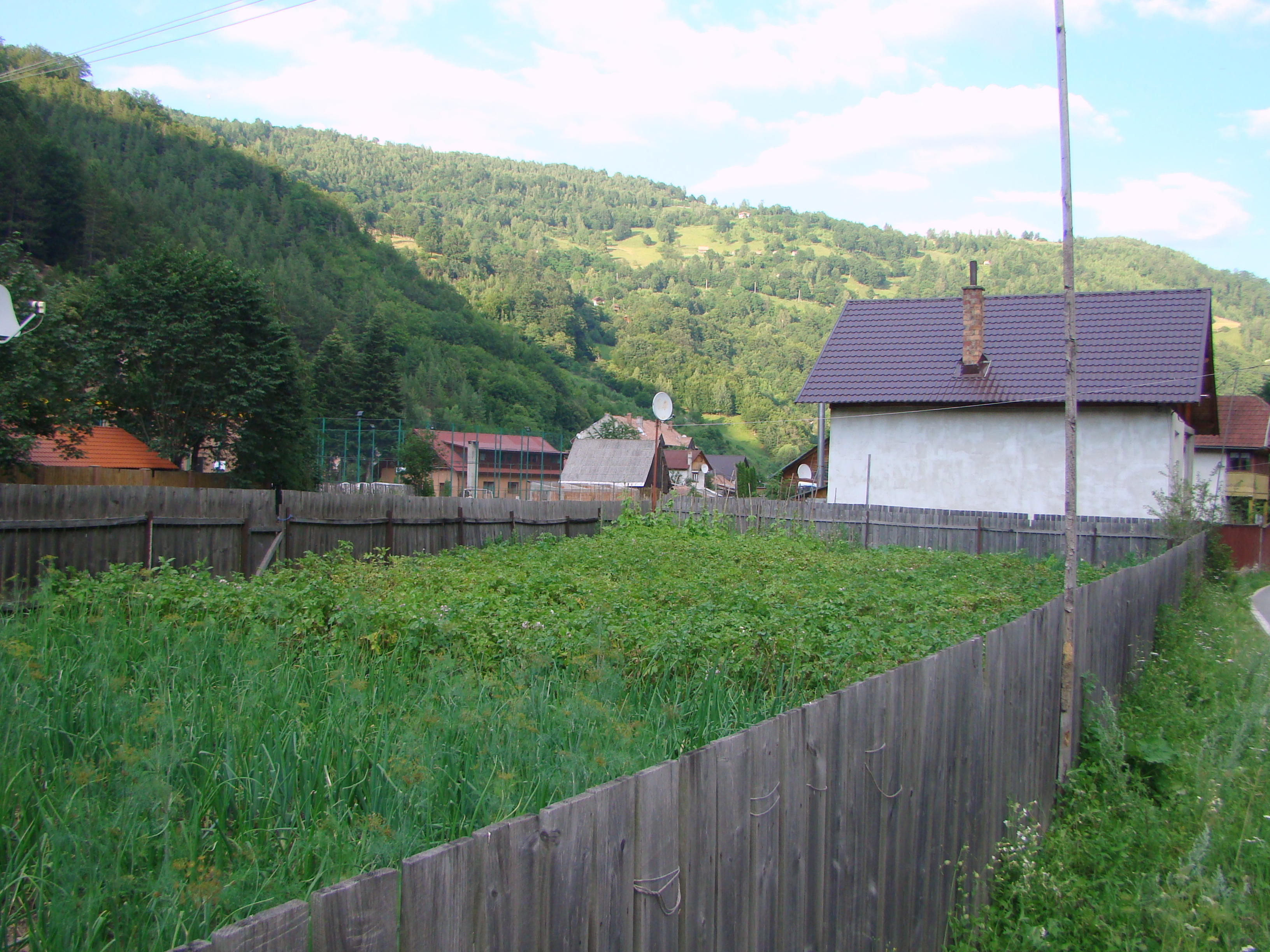
Valea Ierii, județul Cluj
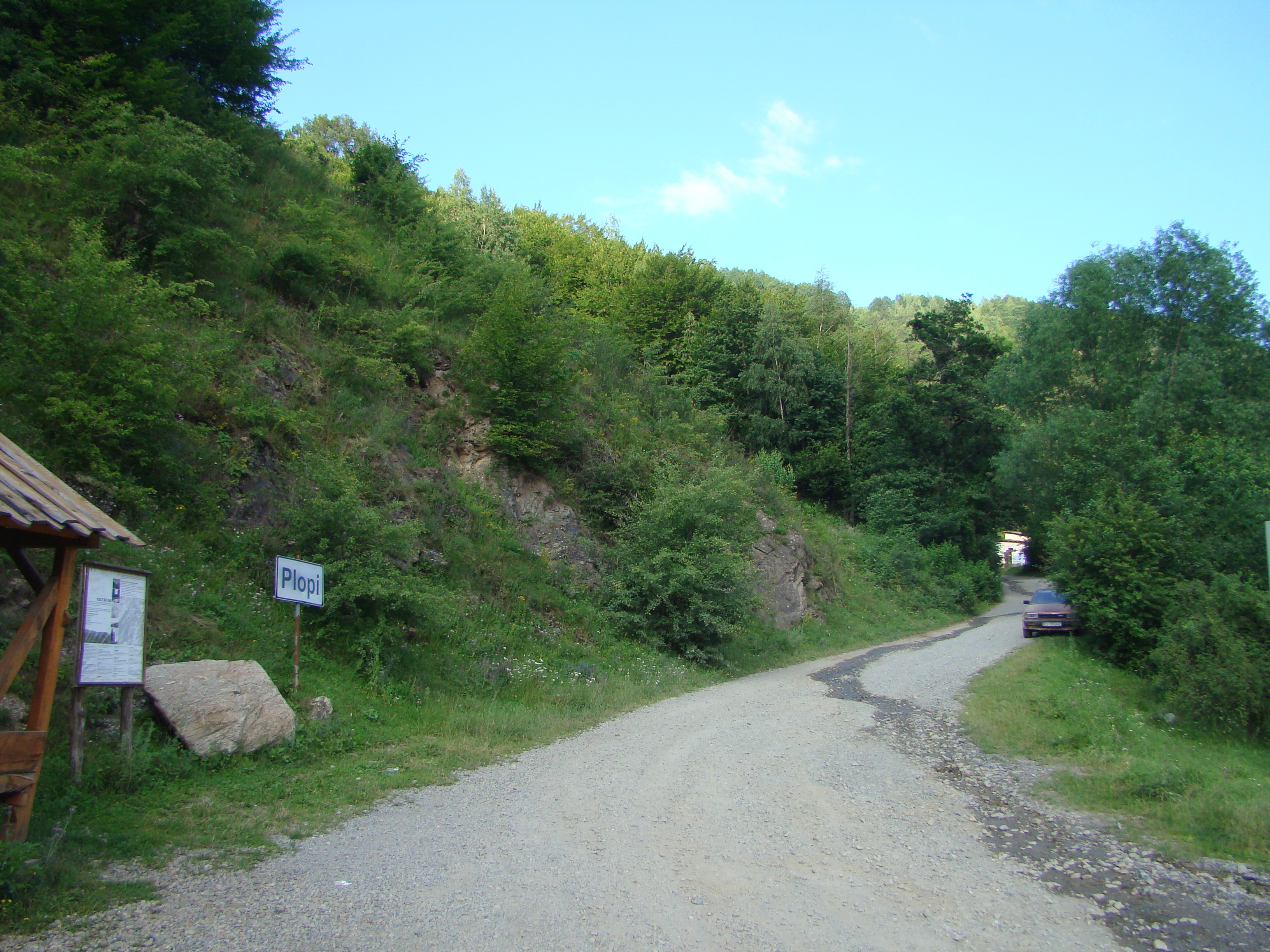
Plopi